# João Batista Melo
João Batista Melo (Belo Horizonte, Minas Gerais, 1960) es un escritor y director de cine brasileño. 

## Biografía
Se formó en Comunicación Social en la Universidad Federal de Minas Gerais (UFMG), y obtuvo una maestría en Multimedios por la Universidad Estatal de Campinas (UNICAMP).
Su obra literaria refleja fuerte influencia del realismo mágico a través de autores como Murilo Rubião, Julio Cortázar, Lygia Fagundes Telles y José J. Veiga, y de la ficción científica, en especial de Ray Bradbury y de Clifford D. Simak. 
Obtuvo varios reconocimientos literarios: el premio «João Guimarães Rosa» por O inventor de estrelas (1989), el Premio Ciudad de Belo Horizonte y el Premio Paraná por As baleias do Saguenay (ambos en 1994), el premio Cruz e Sousa de Novela de la Fundación Catarinense de Cultura por Patagônia (1998), el premio/bolsa de la Fundación Biblioteca Nacional para obras en fase de conclusión por Um pouco mais de swing (1998) y fue finalista del premio Jabuti por Lanterna mágica: infância e cinema infantil en 2012.
Identificado con la llamada Generación 90 de la literatura brasileña, ejerció también como crítico literario y cinematográfico en varios medios, y participó del resurgimiento del Centro de Estudios Cinematográficos de Belo Horizonte, uno de los más antiguos y tradicionales cineclubes de Brasil, a finales de los años  70.
Como cineasta ha desarrollado varios cortometrajes de ficción dedicados al público infantil. En 2005, su cortometraje Tampinha, adaptación de la obra homónima de la escritora mineira Ângela Lago, fue uno de los dos ganadores del Festival Internacional de Cine para Niños y Jóvenes (Divercine) en Uruguay, en la categoría Mejor Corto de Ficción.
Gran promotor de las producciones cinematográficas para niños, su tesis de maestría comprobó que entre 1908 y 2002 se produjeron 3425 largometrajes brasileños, de los cuales nada más que 70 estaban dirigidos al público infantil. La tesis, titulada A tela angelical: infância e cinema infantil (La pantalla angelical: niñez y cine infantil), se publicó en 2011 y es el primer estudio completo sobre el cine infantil brasileño.

## Obra literaria
Cuentos
- O inventor de estrelas (1991)
- As baleias do Saguenay (1995)
- Um pouco mais de swing (1999)
- O colecionador de sombras (2008)
- Descobrimentos (2011)

Novela
- Patagônia (1998)
- Malditas fronteiras (2014)

Ensayo
- Lanterna mágica: infância e cinema infantil (2011)

## Películas
Cortometrajes de ficción
- A quem possa interessar (16mm, 1980)
- Tampinha (16mm, 2004)
- As fadas da areia (HD, 2008)
- A janela (35mm, 2010)